# Yücel İldiz
Yücel İldiz (Adana, 4 giugno 1953) è un allenatore di calcio turco.

## Palmarès

### Competizioni nazionali
- TFF 2. Lig: 1

Orduspor: 2004-2005 (gruppo B)
- TFF 1. Lig: 2

Karabükspor: 2009-2010
Denizlispor: 2018-2019